# Finska fornminnesföreningen
Finska fornminnesföreningen (finska: Suomen muinaismuistoyhdistys) är en förening som ger ut vetenskapliga publikationer och bedriver pedagogisk verksamhet. Den grundades 1870 och var ursprungligen avsedd att skapa förutsättningar för skydd av monument och antikvariska folkminnen och väcka allmänhetens intresse.
Enligt stadgarna så är: Föreningens syfte är att befrämja arkeologisk, etnologisk, konsthistorisk och kulturhistorisk forskning som berör Finland och dess folk samt den finska stammen och dess bosättningsområden samt i mån av möjlighet andra folk och områden, att sprida kunskap om det egna landets fornlämningar och för sin del bidraga till deras skydd samt väcka och hålla vid liv folkets intresse för sina fornminnen.
Idag har föreningen ett omfattande arkiv.

## Föreningens grundare (1870)
De 22 grundarna av föreningen var alla under 30 år och som  ordförande valdes Zacharias Topelius som ansågs kunna ge den auktoritet som föreningen behövde.
- Almberg, A., magister.
- Aspelin, J. R., magister.
- Berner, A., ped, ped. kandidat
- Borenius, A. A., studerande.
- Cajander, P. E., studerande
- Castrén, K. A., studerande.
- Colliander, O. I., studerande.
- Florell, O. H., magister.
- Färling, F. I., studerande.
- Grenman, H. M., studerande.
- Hahl, D., studerande.
- Hartman, O. G., studerande.
- Herrgård, K. J., studerande.
- Heurlin af, L. O. W., studerande.
- Hynén, K. O., studerande.
- Kaslin, K. R.,  studerande.
- Lilius, K. O., filos. kandidat.
- Löfgren, N. V. A., filos. kandidat.
- Nervander, E., Filos. kandidat.
- Telén, U. F. W., studerande.
- Wasenius, G.,W., studerande.
- Wolff, E., studerande

## Föreningens  ordförande
- Zacharias Topelius 1870–1875, 1878–1879
- W. Lagus 1875–1878
- K. E. F. Ignatius 1879–1885
- J. R. Aspelin 1885–1915
- Hj. Appelgren-Kivalo 1915, 1918–1919
- P. Th. Schvindt 1916–1917
- A. O. Heikel 1917–1918
- A. Hackman 1919–1920
- Juhani Rinne 1920–1921
- Kustavi Grotenfelt 1921–1922
- U. T. Sirelius 1922–1923, 1924–1929
- Julius Ailio 1923–1924
- Björn Cederhvarf 1929–1930
- A. M. Tallgren 1930–1942
- Aarne Äyräpää 1942–1945
- Kustaa Vilkuna 1945–1962
- Ella Kivikoski 1962–1968
- Lars Pettersson 1968–1973
- C. F. Meinander 1973–1976
- Henrik Lilius 1977–1984
- Juhani U. E. Lehtonen 1984–1991
- Torsten Edgren 1991–1998
- Teppo Korhonen 1998–2004
- Helena Edgren 2004–

## Länkar & referenser
- Hemsida

1. ↑  
Muinaismuistoyhdistyksen sivusto Arkiverad 9 februari 2012 hämtat från the Wayback Machine.